# Poikilacanthus novogalicianus
Poikilacanthus novogalicianus är en akantusväxtart som beskrevs av T.F. Daniel. Poikilacanthus novogalicianus ingår i släktet Poikilacanthus och familjen akantusväxter. Inga underarter finns listade i Catalogue of Life.